# Convoy (computerspel)
Convoy is een 2D singleplayer roguelike strategiespel, gemaakt door het Nederlandse bedrijf Convoy Games.
Het spel werd gedeeltelijk gefinancierd via een Kickstarter-campagne, waarmee in november 2014 €22.408 werd opgehaald voor de ontwikkelingskosten. Het spel heeft een beoordeling van 72/100 op de website Metacritic.

## Spel
In Convoy is het de bedoeling te vechten in grote motorvoertuigen op een planeet in de verre toekomst. Spelers moeten het land afspeuren naar onderdelen om hun voertuigen te verbeteren. Er zijn onderweg diverse obstakels en hulpmiddelen te vinden. Op de planeet zijn er drie bendes die strijden om de macht.
De speler moet een konvooi opbouwen, en elk van zijn voertuigen uitrusten met steeds sterkere wapens.